# Barney Storey
Richard Barnaby „Barney“ Storey MBE (* 13. März 1977 in Wimborne Minster) ist ein britischer Bahnradsportler, der auch als Pilot bei Paracycling-Wettbewerben für sehbehinderte Radrennfahrer fungiert. Er gilt als der erfahrenste Paracycling-Pilot Großbritanniens.
Im Alter von zwölf Jahren begann Barney Storey, Radrennen zu fahren, um seinem älteren Bruder nachzueifern. Er konzentrierte sich schließlich auf Bahnrennen und wurde ab 2000 viermal britischer Meister, in Keirin, Teamsprint, Tandemrennen und in der Einerverfolgung.
Seit 2004 führt Storey zudem sehbehinderte Radsportler als Pilot bei Tandemrennen. 2004 startete er mit Daniel Gordon  bei den Sommer-Paralympics in Athen, und die beiden Sportler wurden gemeinsam Vierte im Sprint und Fünfte im Zeitfahren. Bei den Sommer-Paralympics 2008 in Peking errang er gemeinsam mit Anthony Kappes zweimal Gold, und bei den Paralympics in London gewann er mit Neil Fachie Gold im Zeitfahren und Silber im Sprint. Zudem errang er als Pilot mehrfach Medaillen bei UCI-Paracycling-Bahnweltmeisterschaften. Gemeinsam mit Kappes bildete Storey das erste Paracycling-Team, dem es gelang, die offene britische Meisterschaft im Tandemrennen zu gewinnen.

## Privates
Barney Storey ist verheiratet mit der körperbehinderten Sportlerin Sarah Storey, die im Radsport und Schwimmen bis 2020 insgesamt 17 Goldmedaillen bei Paralympischen Spielen errang. Gemeinsam mit seiner Frau bildet Barney Storey das „Team Storey“; beide halten auch Vorträge.